# 卡普尔岛灯塔
卡普尔岛灯塔（Capul Island Lighthouse），是一个位于菲律宾北萨马卡普尔岛北部圣路易斯角的灯塔。它标志着从蒂考岛通道进入到圣贝纳迪诺海峡的入口。

## 概述

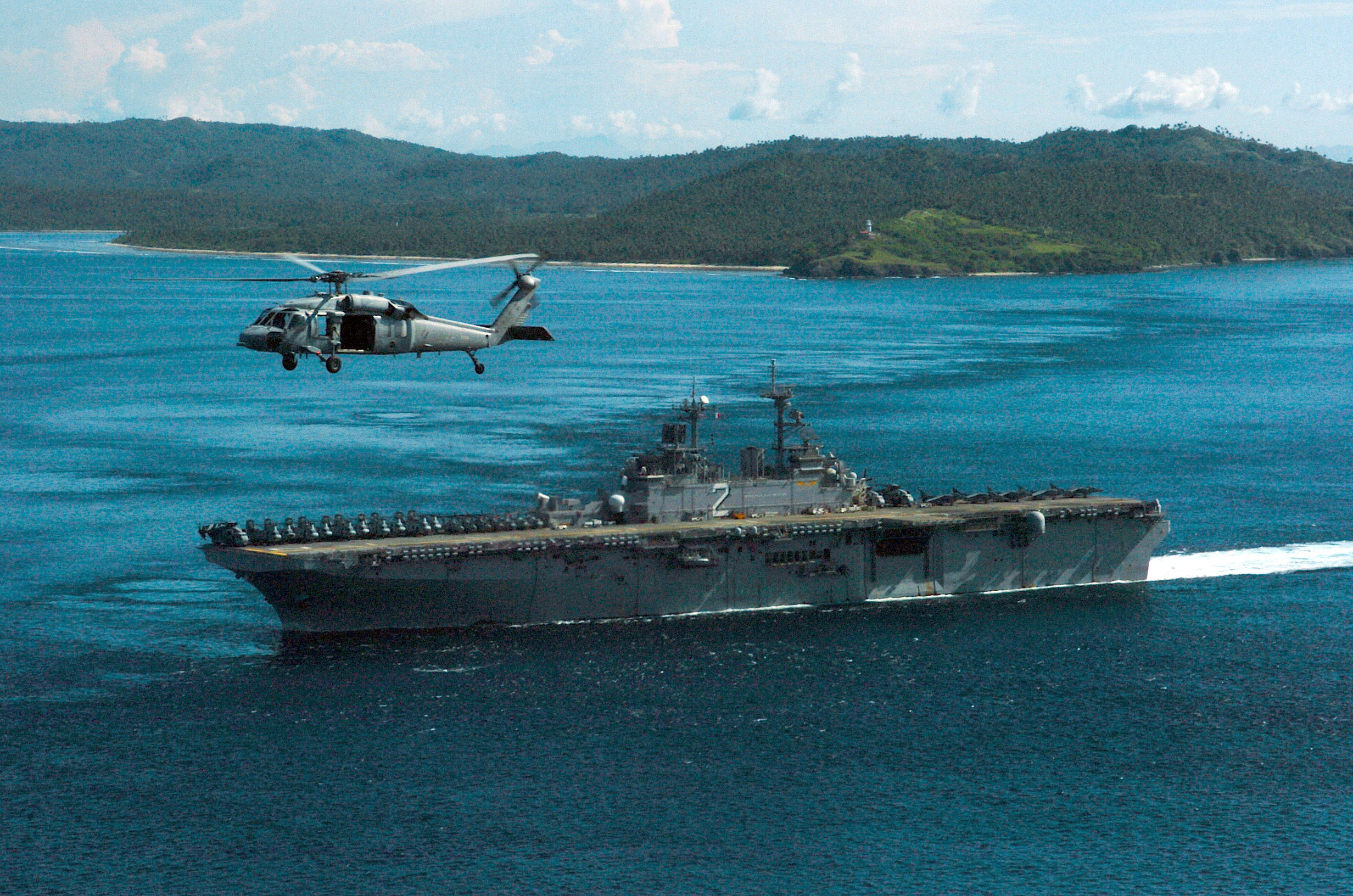
2006年11月，美军埃塞克斯号穿过卡普尔岛灯塔

1893年，灯塔开始修建；并在1896年首次发光使用，尽管当时整个灯塔尚未全部完工。1896年11月，因菲律宾革命，灯塔曾暂停工作一个月。
2008年10月，北萨马政府宣布将卡普尔岛灯塔与巴塔岛灯塔定为省级历史坐标。

## 相关
- 菲律宾灯塔（英语：Lighthouses in the Philippines）